# Hryniewiecki (herb szlachecki)
Hryniewiecki – polski herb szlachecki o niewiadomych barwach.

## Opis herbu
W polu dwa półksiężyce barkami do siebie, połączone drogą w pas, oraz trzeci, na opak, na którym zaćwieczony krzyż łaciński.

## Najwcześniejsze wzmianki
Pieczęć T. Hryniewieckiego z 1581.

## Herbowni
Hryniewiecki.